# Abdirashid Ali Shermarke
Abdirashid Ali Shermarke (somali:  Cabdirashiid Cali Sharmaarke, em árabe: عبد الرشيد علي شارماركي) (Harardhere, 16 de outubro de 1919 – Las Anod, 15 de outubro de 1969) foi primeiro-ministro da Somália de 12 de julho de 1960 a 14 de junho de 1964 e presidente da Somália de 10 de junho de 1967 até 15 de outubro de 1969.

## Biografia
O seu mandato acabou depois do seu assassínio por um agente policial a 15 de outubro de 1969.
Logo depois do seu assassínio, a Somália viveu um golpe de estado que levou Siad Barre ao poder.
Foi o pai do primeiro-ministro da Somália, Omar Abdirashid Ali Sharmarke.